# Kuźma Ryndin
Kuźma Wasiljewicz Ryndin (ros. Кузьма Васильевич Рындин, ur. 12 sierpnia?/24 sierpnia 1893 we wsi Jerał w guberni ufijskiej, zm. 10 lutego 1938) – radziecki działacz partyjny i państwowy, członek KC WKP(b) (1930–1937).

## Życiorys
W 1915 wstąpił do SDPRR(b), 1916 został aresztowany i zwolniony, 1917 był przewodniczącym rejonowego komitetu SDPRR(b) w Symbirsku, następnie członkiem Symskiego Komitetu Rewolucyjnego i członkiem Komitetu Wykonawczego Rady Gubernialnej w Ufie. W latach 1919–1920 przewodniczący ufijskiej gubernialnej Czeki, 1920 pracownik polityczny Armii Czerwonej, 1921–1922 sekretarz odpowiedzialny powiatowego komitetu RKP(b) w Złatouście, 1921–1923 przewodniczący komitetu wykonawczego rady powiatowej w Złatouście, 1923 sekretarz odpowiedzialny rejonowego komitetu RKP(b) w Łyświe (obwód uralski), 1924–1925 sekretarz odpowiedzialny okręgowego komitetu RKP(b) w Niżnym Tagile. Od 31 maja 1924 do 26 czerwca 1930 zastępca członka KC WKP(b), 1925–1927 sekretarz odpowiedzialny Permskiego Komitetu Okręgowego WKP(b), 1927–1928 sekretarz Uralskiego Komitetu Obwodowego WKP(b), od września 1929 do 3 czerwca 1930 przewodniczący Moskiewskiej Obwodowej Komisji Kontroli WKP(b), 1929–1930 kierownik Moskiewskiej Obwodowej Inspekcji Robotniczo-Chłopskiej. Od 13 lipca 1930 do 8 grudnia 1937 członek KC WKP(b), od 22 lipca 1930 do 25 lutego 1931 II sekretarz Moskiewskiego Komitetu Obwodowego WKP(b), od 25 lutego 1931 do 23 stycznia 1932 II sekretarz Komitetu Miejskiego WKP(b) w Moskwie, od stycznia 1932 do 16 stycznia 1934 ponownie II sekretarz Moskiewskiego Komitetu Obwodowego WKP(b), od 22 stycznia 1934 do października 1937 I sekretarz Komitetu Obwodowego WKP(b) w Czelabińsku. 20 grudnia 1935 odznaczony Orderem Lenina.
12 października 1937 aresztowany, następnie rozstrzelany.